# Dirty Sanchez (nemi aktus)
A Dirty Sanchez egy olyan aktus, ahol anális közösülés közben a partner orra alá ürüléket kennek, bajuszt mintázva. Ez az aktus a köztudatban Stinky Hitler, ShitLip vagy Frosty Mustache-ként is szerepel.
Dan Savage szexuális tanácsadó szerint a tevékenység teljesen képzeletbeli;
Brian Bouldrey a Dirty Words: A Literary Encyclopedia of Sex című összeállítása szerint a tevékenység városi legenda; a New Partridge Dictionary of Slang and Unconventional English azt írja: "Ezt vélhetően a provokáció és sokkolás céljával találták ki inkább, mint a gyakorlati alkalmazásra bár nem kétséges, hogy lesznek kísérletezők."

## Eredet
2006-ban egy elterjedt médiatudósítás szerint az aktus egy amatőr pornóvideóban bukkant fel az interneten, amely Dustin Diamond amerikai színész, zenész, komedista nevéhez fűződik. David Hans Schmidt menedzselte Diamond amatőr videóját, azzal a meggondolással, hogy Diamond ezzel nagyobb hírnévre tesz szert. Schmidt 2006 októberében a Howard Stern Showban megerősítette, hogy Diamond tényleg végrehajtja az aktust. A show házigazdája, Stern végignézte a videót, és ő is egyetértett azzal, hogy az aktus szerepel a házilag készített videóban.

## Jogi kérdés
Az amerikai Szövetségi Kommunikációs Bizottság (US Federal Communications Commission) úgy határozott, hogy a kifejezés használata büntetendő. Detroitban, a WKRK-FM élő adásában kétszer is elhangzott ez a kifejezés, de nem csak a WKRK-FM, hanem Howard Stern is előszeretettel használta adásaiban.

## Médiában
Egy 2004-es reklámban, ahol a mexikói Pot Noodlet Seedy Sancheznek hívtak, miközben egy mariachi zenekar a reklámzenében hevesen ráutalt a szexuális aktusra. A reklámot a HHCL/Red Cell készítette, Mariachi Gyalázat ("Mariachi's Shame") címet adták neki. Humoros reklámként több díjat is nyert.
A Donkey Punch című filmben is szerepel mint fogalom, egy bárt Dodgeballban hívnak úgy, hogy The Dirty Sanchez.
A South Park ötödik évadának hetedik epizódjában bukkan fel mint „Filthy Sanchez”. Steel Panther Feel The Steel albumán a The Shocker című számban jelenik meg a kifejezés: „Its way better than a dirty sanchez, some would say that its a village dream”.